# Chaka (berg)
Chaka (georgiska: ხაკა) är ett berg i Georgien. Det ligger i regionen Abchazien, i den nordvästra delen av landet, 300 km nordväst om huvudstaden Tbilisi. Toppen på Chaka är 2 693 meter över havet.